# Martín Silva
Martín Andrés Silva Leites (Montevideo, 25 marzo 1983) è un calciatore uruguaiano, portiere del Libertad.
È alto 1.87 m per 80 kg.

## Carriera

### Club
È cresciuto calcisticamente nel Defensor Sporting. Ha debuttato nella prima divisione uruguayana nel 2006.

### Nazionale
Viene convocato per la Copa América Centenario negli Stati Uniti.
Il 2 giugno 2018 viene convocato per i Mondiali in Russia.

## Statistiche

### Cronologia presenze e reti in nazionale
| Cronologia completa delle presenze e delle reti in nazionale ― Uruguay | Cronologia completa delle presenze e delle reti in nazionale ― Uruguay | Cronologia completa delle presenze e delle reti in nazionale ― Uruguay | Cronologia completa delle presenze e delle reti in nazionale ― Uruguay | Cronologia completa delle presenze e delle reti in nazionale ― Uruguay | Cronologia completa delle presenze e delle reti in nazionale ― Uruguay | Cronologia completa delle presenze e delle reti in nazionale ― Uruguay | Cronologia completa delle presenze e delle reti in nazionale ― Uruguay |
| Data                                                                   | Città                                                                  | In casa                                                                | Risultato                                                              | Ospiti                                                                 | Competizione                                                           | Reti                                                                   | Note                                                                   |
| ---------------------------------------------------------------------- | ---------------------------------------------------------------------- | ---------------------------------------------------------------------- | ---------------------------------------------------------------------- | ---------------------------------------------------------------------- | ---------------------------------------------------------------------- | ---------------------------------------------------------------------- | ---------------------------------------------------------------------- |
| 12-8-2009                                                              | Algeri                                                                 | Algeria                                                                | 1 – 0                                                                  | Uruguay                                                                | Amichevole                                                             | -1                                                                     |                                                                        |
| 23-6-2013                                                              | Recife                                                                 | Uruguay                                                                | 8 – 0                                                                  | Tahiti                                                                 | Conf. Cup 2013 - 1º turno                                              | -                                                                      |                                                                        |
| 13-11-2013                                                             | Amman                                                                  | Giordania                                                              | 0 – 5                                                                  | Uruguay                                                                | Qual. Mondiali 2014                                                    | -                                                                      |                                                                        |
| 20-11-2013                                                             | Montevideo                                                             | Uruguay                                                                | 0 – 0                                                                  | Giordania                                                              | Qual. Mondiali 2014                                                    | -                                                                      |                                                                        |
| 8-9-2014                                                               | Goyang                                                                 | Corea del Sud                                                          | 0 – 1                                                                  | Uruguay                                                                | Amichevole                                                             | -                                                                      |                                                                        |
| 13-10-2014                                                             | Mascate                                                                | Oman                                                                   | 0 – 3                                                                  | Uruguay                                                                | Amichevole                                                             | -                                                                      |                                                                        |
| 8-9-2015                                                               | San José                                                               | Costa Rica                                                             | 1 – 0                                                                  | Uruguay                                                                | Amichevole                                                             | -1                                                                     |                                                                        |
| 28-6-2016                                                              | San José                                                               | Uruguay                                                                | 3 – 1                                                                  | Trinidad e Tobago                                                      | Amichevole                                                             | -1                                                                     | 81’                                                                    |
| 24-3-2017                                                              | Montevideo                                                             | Uruguay                                                                | 1 – 4                                                                  | Brasile                                                                | Qual. Mondiali 2018                                                    | -4                                                                     |                                                                        |
| 10-11-2017                                                             | Varsavia                                                               | Polonia                                                                | 0 – 0                                                                  | Uruguay                                                                | Amichevole                                                             | -                                                                      |                                                                        |
| 14-11-2017                                                             | Vienna                                                                 | Austria                                                                | 2 – 1                                                                  | Uruguay                                                                | Amichevole                                                             | -2                                                                     |                                                                        |
| Totale                                                                 |                                                                        | Presenze                                                               | 11                                                                     |                                                                        | Reti                                                                   | -9                                                                     |                                                                        |

## Palmarès

### Club

#### Competizioni nazionali
- Copa Artigas: 1

Defensor Sporting: 2005-2006
- Campionato uruguaiano: 1

Defensor Sporting: 2007-2008
- Campionato paraguaiano: 6

Olimpia: Clausura 2011
Libertad: Apertura 2021, Apertura 2022, Apertura 2023, Clausura 2023, Apertura 2024
- Copa Paraguay: 3

Libertad: 2019, 2023, 2024

### Nazionale
- Coppa America: 1

2011